# 麦加克勒斯
麦加克勒斯（英語：Megacles），约活动于公元前6世纪中期。古希腊政治家之一，曾统治雅典。曾因为镇压而被放逐。后又返回雅典，不久又在政治斗争中失败被逐，虽然后来他曾多次试图反击，但仍然以失败告终。古希腊历史学家希罗多德曾记述了其事迹。